# 天賜 (劉永昌)
天賜（1214年）为中国金朝时期起事者劉永昌的年号，前后共1年。
現今出土文物有「都提控所之印」，印背刻有「天賜二年六月平川造」，是目前所見「天賜」年號最晚的銅印。姜念思認為該年號並非劉永昌所建，使用時間或在貞祐二年（1214年）五月至三年（1215年）六月之間。

## 公元纪年对照
| 天賜 | 元年   |
| ---- | ------ |
| 公元 | 1214年 |
| 干支 | 甲戌   |

## 同期存在的其他政权年号
- 中國
  - 嘉定（1208年－1224年）：宋—宋宁宗赵扩之年號
  - 貞祐（1213年－1217年）：金—金宣宗完顏珣之年號
  - 天統（1213年－1216年）：金時期—耶律留哥之年號
  - 天順（1214年）：金時期—楊安兒之年號
  - 光定（1211年－1223年）：西夏—夏神宗李遵頊之年號
  - 天開（1205年－1225年）：大理—段智祥之年號
- 越南
  - 建嘉（1211年－1224年）：李朝—李旵之年號
- 日本
  - 建曆（1211年－1214年）：順德天皇之年號
  - 建保（1214年－1219年）：順德天皇之年號

## 深入閱讀
- 李崇智. . 北京: 中華書局. 2004年12月. ISBN 7101025129.
- 姜念思.  (北方文物1992年第1期). 哈爾濱: 北方文物雜誌社. 1992年. ISSN 10010483.
- 景愛. . 北京: 文物出版社. 1991年8月. ISBN 7501005214.

## 参看
- 中國年號索引
- 其他时期使用的天賜年号